# أليكساندر باروسو
أليكساندر باروسو (بالبرتغالية: Alexandre Barroso‏) هو لاعب كرة قدم ومدرب كرة قدم برازيلي، ولد في 2 فبراير 1963 في بيلو هوريزونتي في البرازيل.